# La presa di Roma
La presa di Roma (La toma de Roma en español), también llamada Bandiera bianca, La breccia di Porta Pia o 20 Settembre 1870, es una película de corta duración italiana dirigida por Filoteo Alberini que, en 1905, fue la primera película rodada y exhibida en público en Italia.
La película, una recreación épica de la anexión de Roma en 1870, conmemoraba el 35 aniversario de la entrada de las tropas de la casa de Saboya en Roma durante ese año, escenificando este episodio del proceso de la unificación italiana. 
Según la versión más acreditada, su primera proyección tuvo lugar precisamente en Puerta Pía el 20 de septiembre de 1905, con ocasión del 35º aniversario de la capitalidad de Roma, y se calculó que asistieron más de cien mil personas en esa fecha y en los días siguientes. Investigaciones posteriores han demostrado, en cambio, la existencia de una proyección anterior realizada en el «Cinematografo Artistico» de Livorno el 16 de septiembre.
Del largometraje apenas se conservan 75 metros de los supuestamente 250 originales, con una duración de 4 minutos, restaurados y conservados por la Cineteca Nacional italiana.